# Enio Conti
Enio Conti (Napoli, 15 febbraio 1913 – Tallahassee, 22 maggio 2005) è stato un giocatore di football americano e allenatore di football americano italiano.

## Carriera
Ha giocato con i Philadelphia Eagles in due occasioni (1941-1942) e (1944-1945). Nel 1943 giocò per i Phil-Pitt Combine, una squadra che era il risultato di una fusione temporanea tra gli Philadelphia Eagles e Pittsburgh Steelers, a causa delle carenze di giocatori impiegati nella seconda guerra mondiale.

## Statistiche
| Partite totali             | 40 |
| Partite totali da titolare | 25 |
| Intercetti subiti          | 1  |